# Maaseik
Maaseik (Maeseyck et Maseyk en français) est une ville néerlandophone de Belgique située en Région flamande dans la province de Limbourg.
Anciennement Maeseyck.

## Localités et sections de la commune
| # | Section     | Superf. (km2) | Habitants (2020) | Habitants par km2 | Code INS |
| - | ----------- | ------------- | ---------------- | ----------------- | -------- |
| 1 | Maaseik     | 25,79         | 11 217           | 435               | 72021A   |
| 2 | Neeroeteren | 32,69         | 9 760            | 299               | 72021B   |
| 3 | Opoeteren   | 18,70         | 4 320            | 231               | 72021C   |

## Histoire
- 728 : les sœurs Herlinde et Relinde fondent le monastère d'Aldeneyck.
- 930 : la communauté de religieuses d'Aldeneyck est remplacée par un chapitre de chanoines.
- 1244 : Maaseik obtient le titre de ville du comté de Looz, et devient ensuite une des 23 Bonnes Villes de la principauté de Liège.
- 1469 : Charles le Téméraire fait abattre les murs de la ville, qui avait participé à une révolte en 1467.
- 1476 : création d'un couvent.
- 1672 : les troupes françaises conduites par Turenne s'emparent de la ville. Le célèbre ingénieur français Vauban dote alors la ville d'un système de fortifications moderne. Lorsque les Français évacuent la ville en 1675 ils en démolissent l'enceinte.
- 1684 : un grand incendie ravage un tiers de la ville.
- La ville conserve encore quelques traces de remparts construits au XVIIIe siècle dont la plus grande partie a progressivement disparu entre 1813 et les années 1950.

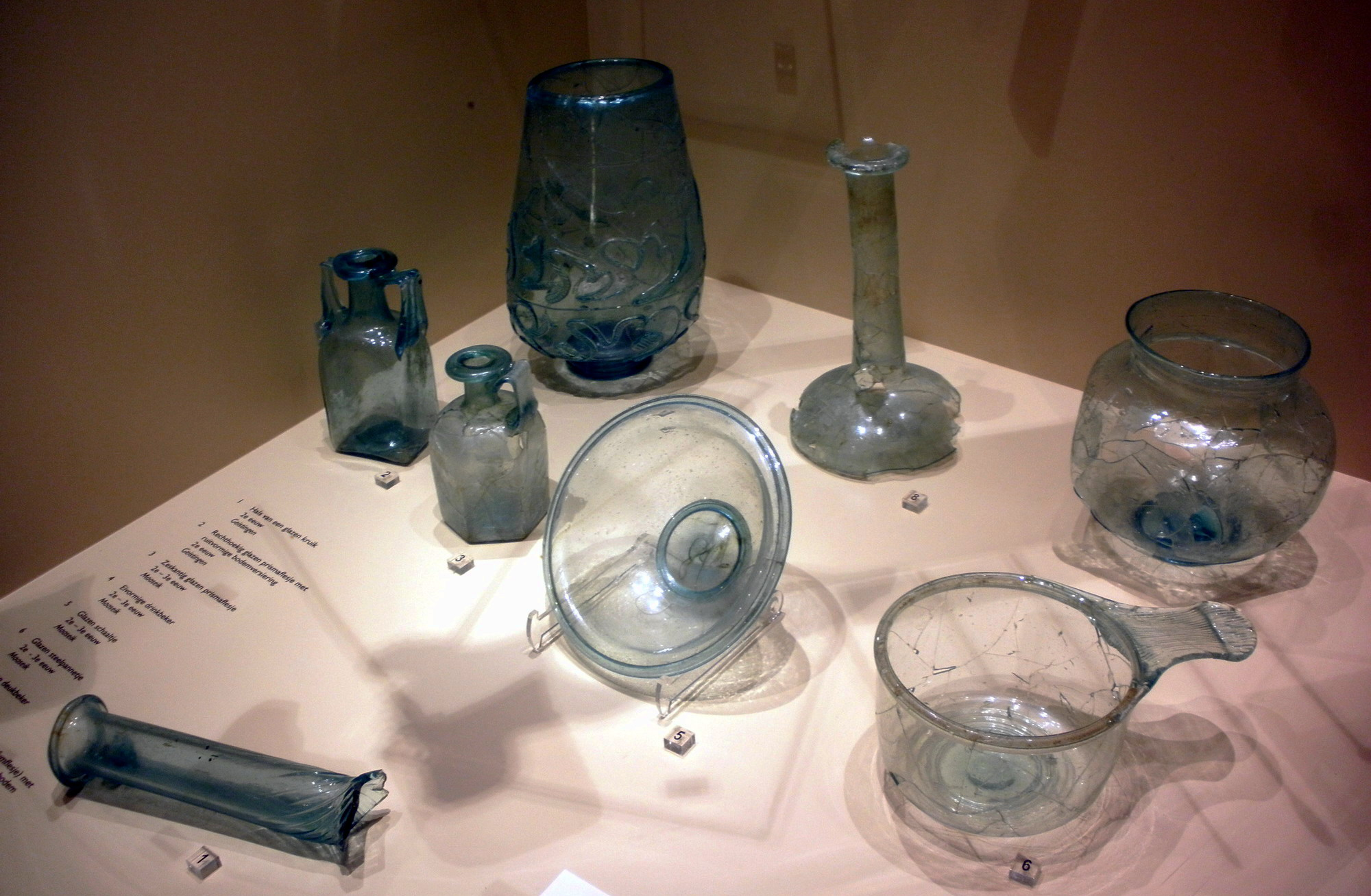
Objets en verre romains de Maaseik et des environs exposés au Musée Archéologique Régional.

Les traces d'habitation les plus anciennes datent du Néolithique et comprennent des marteaux de guerre du Néolithique supérieur. Des découvertes archéologiques ont également été faites datant d'à partir de l'âge du bronze. Ci-dessous se trouve une statue en bronze d'Epona à cheval, trouvée en 1896 lors de travaux de dragage dans la Meuse. Diverses urnes datent de l'âge du fer, tandis que des pots et des verreries romaines ont également été découverts à Maaseik. La Chaussée de Maastricht à Nimègue s'étend à l'ouest de la ville actuelle (aujourd'hui appelée « Heirweg » et « Oude Ophoverbaan »). Cependant, il n'a pas été trouvé d'habitat à long terme. Les colonies mérovingiennes et carolingiennes se concentrent sur Kessenich et Geistingen.
L'histoire de Maaseik actuelle commence avec l'abbaye d'Aldeneik, alors simplement appelée Eike. Un monastère y fut fondé vers 700, selon la légende d'Adélard, au profit de ses filles Harlindis et Relindis. Depuis 952, le monastère et les domaines associés sont la propriété de l'évêque de Liège. Au sud-ouest, sur une hauteur entre les anciens bras de la Meuse et plus près de l'ancienne route de campagne, une nouvelle colonie fut fondée vers 1230.[2] Depuis, on parle d'Alden-Eik et de Nieuwen-Eik.
Nieuwen-Eik se développe et dépasse rapidement son prédécesseur ; Grâce à sa situation plus élevée, le comte de Looz lui accorda les privilèges urbains (1244) afin de développer un poste frontière solide contre la Gueldre. De plus, la Meuse, une voie de navigation très fréquentée à l'époque, s'éloigne du village près d'Aldeneik. Nieuwen-Eik devient ainsi « Maas-Eik », c'est-à-dire « le chêne qui se trouve (encore) le long de la Meuse ». Maaseik devient une ville prospère et une des Bonnes Villes de la Principauté de Liège. Le comte Arnoul IV de Looz y construisit une résidence, qui fut ensuite fortifiée en château. Un tel castrum de Eyke était déjà mentionné en 1373, mais dut être démoli au lendemain des guerres liégeo-bourguignonnes (1469). Maaseik médiévale est un centre commercial, grâce à divers marchés (à partir de 1265), dont une halle aux draps (à partir de 1347) au service de l'industrie textile locale, et grâce à un port sur la  Meuse.
Cependant, la ville a également dû faire face à des opérations militaires. Maaseik est occupée par les troupes de Charles le Téméraire (1467) et devient une ville âprement disputée après la période bourguignonne (1482-1490) dans la bataille entre les prétendants au trône des maisons de La Marck et de Horne. La paix fut finalement conclue en 1492, après quoi les murs d'enceinte (nl) fortement endommagés de Maaseik furent réparés en 1501. Sur le plan économique, une période de prospérité s’ensuit. Les Croisiers s'installèrent à Maaseik dès 1476. Le commerce du tissu est à nouveau florissant, en partie grâce à l'industrie artisanale.
La seconde moitié du XVIe siècle apporte à nouveau des troubles. A la fin des guerres de Gueldre (nl), les troupes brabançonnes traversent la Meuse à Maaseik (1542). Pour Maaseik, la Réforme a commencé avec l'anabaptisme, propagé par les habitants de Maaseik Dionysius Vinne (nl) (ou Vinnius) et Jan van Kempen (ou Campanus). Le Visserweert voisin est un refuge pour les anabaptistes. Le calvinisme est marqué par l'apparition du prédicateur Herman Moded (nl) en 1566. La doctrine calviniste compte de nombreux adeptes dans des villes comme Hasselt, Maastricht et Maaseik. Une rébellion éclate ; Hasselt et Maaseik élisent des maires réformés. Lorsque le prince-évêque Gérard de Groesbeek envoie des troupes, Maaseik accepte les conditions de paix (26 avril 1567). Groesbeek ne poursuivit pas, mais en 1596 la communauté réformée dut quand même quitter Maaseik.
Entre-temps, la guerre de Quatre-Vingts Ans a éclaté. Maaseik fut épargnée par les expéditions de la maison d'Orange autour de Stokkem (1568) et de Ruremonde (1572), mais fut pillée par l'armée de Gueldre sous le commandement d'Adolf van Nieuwenaer (1584). À la fin de la guerre, Charles IV de Lorraine stationne des troupes dans la région (1643-1654). De plus, la peste éclate à plusieurs reprises, provoquant un fort déclin de la population. Pendant la guerre de Hollande, Maaseik fut capturée (1672) et même fortement fortifiée par Vauban. Lorsque les Français partirent (1675), la ville resta pauvre. De 1677 à 1681, elle fut de nouveau occupée par les troupes des Coalisés. Maaseik connaît alors le pire incendie urbain de son histoire (6 mai 1684) : près d'un tiers des habitations sont détruites. Pendant la guerre de la Ligue d'Augsbourg, la ville fut à nouveau victime de pillages et d'incendies.
Le XVIIIe siècle a également été marqué par des conflits, à commencer par la guerre de Succession d'Espagne, au cours de laquelle Maaseik a été occupée par les troupes néerlando-britanniques de Marlborough (1702-1712). En 1734 et 1740, les troupes allemandes occupent Maaseik. Par la suite, la situation s'est calmée, mais la pauvreté reste élevée, en partie à cause des mauvaises récoltes. Les Bokkenrijders sont nés dans ce contexte. La « première bande » (1780-1785) est dirigée par Henricus Houben (nl), habitant de Maaseik, cordonnier de profession et habitant de la maison Markt/Boomgaardstraat. Sa bande compte une quarantaine de membres, dont certains originaires d'Ophoven. En 1785, Houben fut capturé et se suicida probablement en prison. La « deuxième bande » (1790-1794) est brutalement arrêtée par le landdrost Clerckx (nl). Plus de trente personnes, dont de nombreux habitants de Maaseik, sont pendues. L'ancien maire Dionysius van Carlo est également accusé d'avoir participé. Sous la torture, il avoue, mais revient plus tard sur ses aveux et se suicide en prison.
Le 17 septembre 1794, le Maasland est pris par les troupes révolutionnaires françaises dirigées par Boisset. A cette époque, Maaseik comptait de nombreux monastères, dont le monastère d'Agneten (nl), issu d'un béguinage (depuis 1429), le monastère de Kruisheren (nl) (à partir de 1476), le monastère des Sépulcres (nl) (depuis 1495), le monastère des Frères Mineurs (nl) (depuis 1626) et le monastère des Capucins (nl) (depuis 1626). Tous ces monastères furent fermés par arrêté du gouvernement français (1797). Pendant la présence française, Maaseik était une capitale cantonale dans le district de Ruremonde. En 1815, elle devint l'une des huit villes provinciales des deux Limbourgs.
Plus tard, Maaseik subit des dommages économiques lorsque l'arrière-pays au-dessus de la Meuse tombe sous l'influence des Pays-Bas en vertu des 24 articles. La gare de Maaseik a ouvert ses portes en 1874, d'où la ligne ferroviaire 21A mène à Hasselt. En 1889, Maaseik reçut un pont sur la Meuse, à l'époque l'un des rares passages fluviaux permanents. Dès lors, la situation économique s’améliore. Le 1er janvier 1977, Maaseik fusionne avec les communes de Neeroeteren et Opoeteren. Comme ailleurs dans le Maasland, l'extraction de gravier joue un rôle économique majeur. Initialement, cela se faisait au moyen de dragues dans le lit de la Meuse - ce qui la rend maintenant beaucoup plus profonde et plus large qu'auparavant - mais après 1950 dans les plaines inondables, ce qui a conduit à de vastes Maasplassen comme celle de Heerenlaak. L'extraction de gravier à Maaseik a été arrêtée vers 2000, après quoi les Maasplassen ont été réaménagées pour les loisirs nautiques.

## Héraldique
|  | La ville possède des armoiries qui lui ont été octroyées le 22 janvier 1981. Les armoiries actuelles combinent le poisson des armoiries de Neeroeteren avec les armoiries précédentes de Maaseik. Comme Opoeteren a également utilisé une combinaison de poisson et de pals rouges et dorées de Looz, les trois communes sont représentées dans les nouvelles armoiries. Les pals de Looz indiquent qu'historiquement la région appartenait au Comté de Looz. Le village de Nieuw Eik, devenu Maaseik, obtint le droit de cité en 1386, mais toute la région environnante demeura une partie de Looz. Les deux ont été gouvernés par le même conseil. Le conseil utilisa le sceau de la ville qui, de 1369 à 1423, montrait un écu divisé de Looz et une branche de chêne, la racine Eik se traduisant chêne. Au XVIe siècle, la ville utilisait un sceau avec de nouvelles armoiries remplaçant la branche de chêne par un chêne et trois croix. La signification des croix n'est pas connue. Au cours des siècles, les croix ont été placées dans, autour ou au-dessus du chêne. En 1909, ils ont été placés au-dessus de l'arbre. Les armes précédentes avaient été accordées le 22 mai 1909. Elles étaient basées sur l'ancien sceau décrit ci-dessus. Elles ont remplacé les armoiries octroyées le 21 décembre 1819 et le 12 décembre 1846. Les deux armoiries montrent une branche de chêne avec un gland en tant que meuble tiré du sceau le plus ancien. Comme aucune couleur historique n'était connue, les armoiries avaient été octroyées aux couleurs nationales néerlandaises. Après l'indépendance de la Belgique, les armoiries ont été maintenues, mais avec une couronne différente. Blasonnement : Parti au 1. burelé de gueules et d’or de dix pièces 2, chargé d'un poisson de sable retourné, monté sur un mât, au 2. d'argent à un chêne de sinople sur un sol d'herbe, en chef à trois petites croix de gueules (Traduction libre) Source du blasonnement : Heraldy of the World. |

## Démographie

### Évolution démographique de la section de Maaseik
- Sources : INS, www.limburg.be et Ville de Maaseik.

### Évolution démographique de la commune fusionnée
Graphe de l'évolution de la population de la commune. Les données ci-après intègrent les anciennes communes dans les données avant la fusion en 1977.
- Source : DGS - Remarque: 1831 jusqu'à 1981=recensement; depuis 1990=nombre d'habitants chaque 1er janvier[3]

## Lieux et monuments
- Grand-Place (Grote Markt). Cette vaste place est entourée de maisons des XVIIe et XVIIIe siècles. L'actuel hôtel de ville, construit au XVIIIe siècle, est identique à ceux de Tongres et de Liège. Au centre se dresse la statue de Jan Van Eyck et de son frère Hubert par Léopold Wiener (1864).
- Église Sainte-Catherine (Sint-Catharinakerk). Du XIXe siècle, elle possède une sacristie qui abrite un remarquable trésor (kerkschat). Les pièces proviennent pour la plupart de l'ancienne abbaye d'Aldeneik. La plus précieuse de toutes est le Codex Eyckensis ou évangéliaire de Sainte-Harlinde, qui, datant du VIIIe siècle, serait le plus ancien livre de Belgique.
- Museactron regroupe trois musées. Les collections du musée d'Archéologie régionale (Regionaal Archeologisch Museum) concernent l'archéologie régionale et l'histoire de la ville : objets préhistoriques de l'époque romaine (instruments d'un médecin romain) et du Moyen Âge. Une passerelle relie ce musée à la plus ancienne pharmacie de Belgique, transformée en Apotheekmuseum (musée pharmaceutique), dont l'atmosphère d'antan est parfaitement restituée. Le musée de la Boulangerie (Bakkerijmuseum) est installé dans une cave.

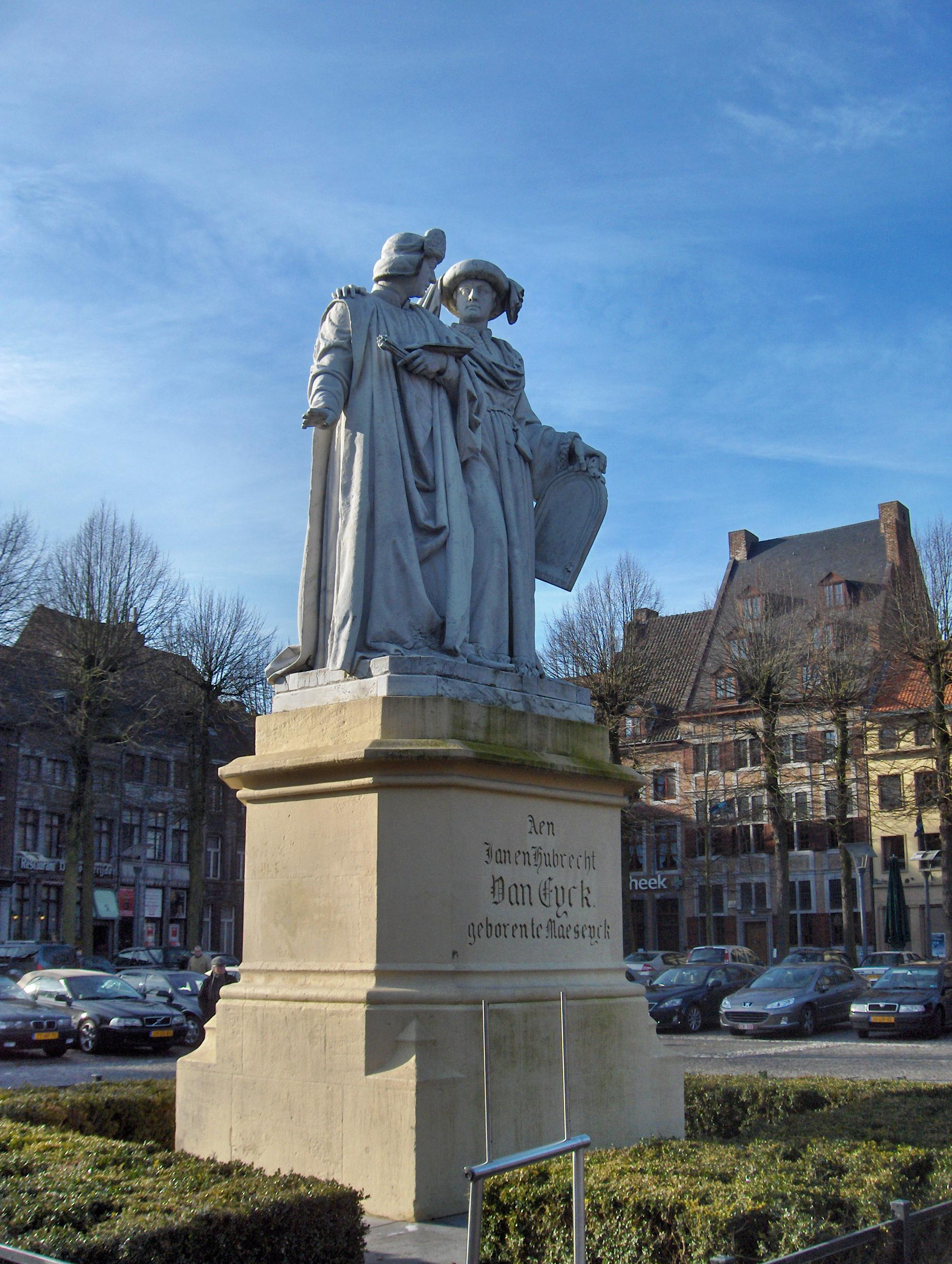
Statue des frères Jan et Hubert van Eyck, sur la Grand-Place.
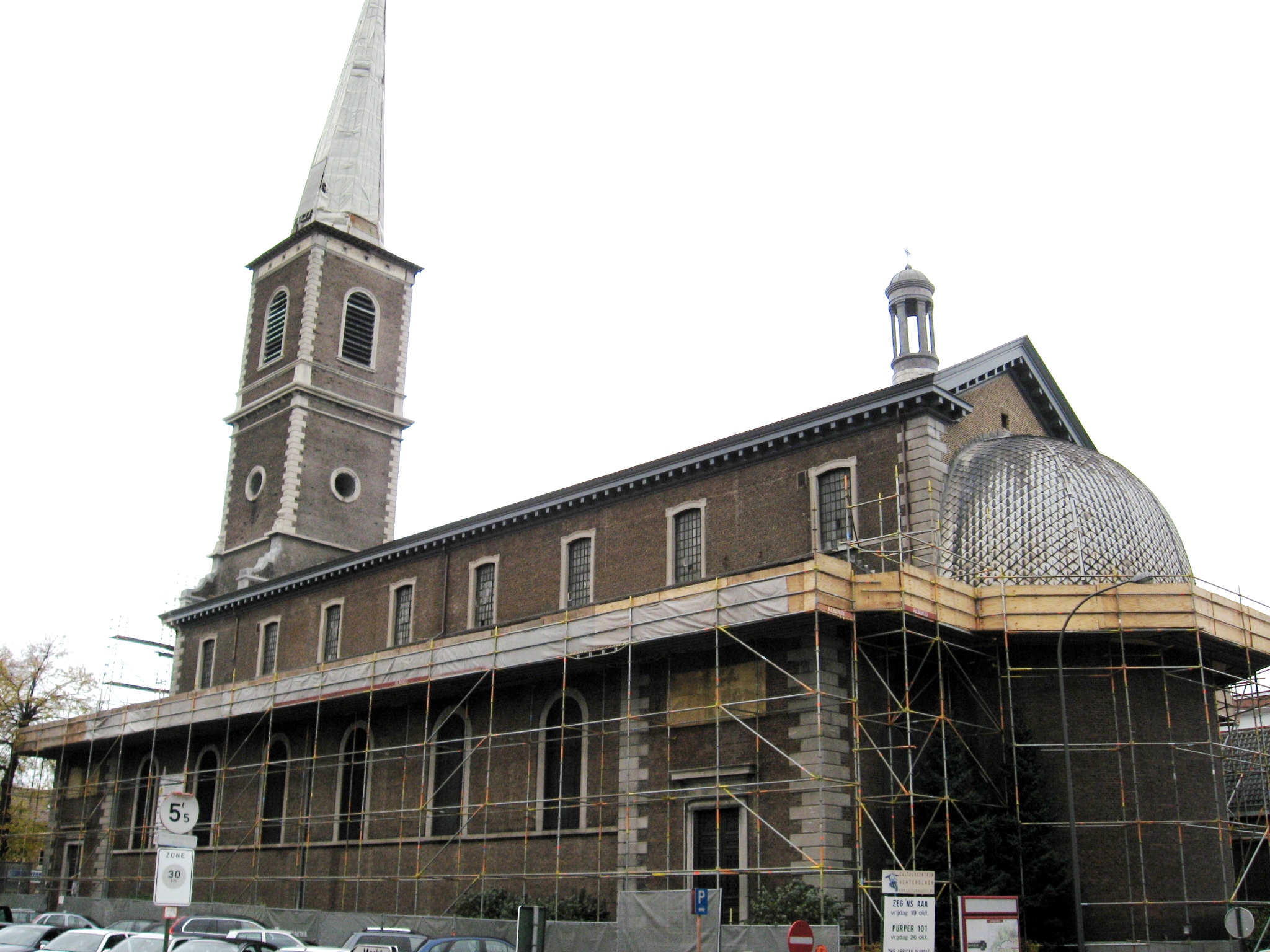
Église Sainte-Catherine.
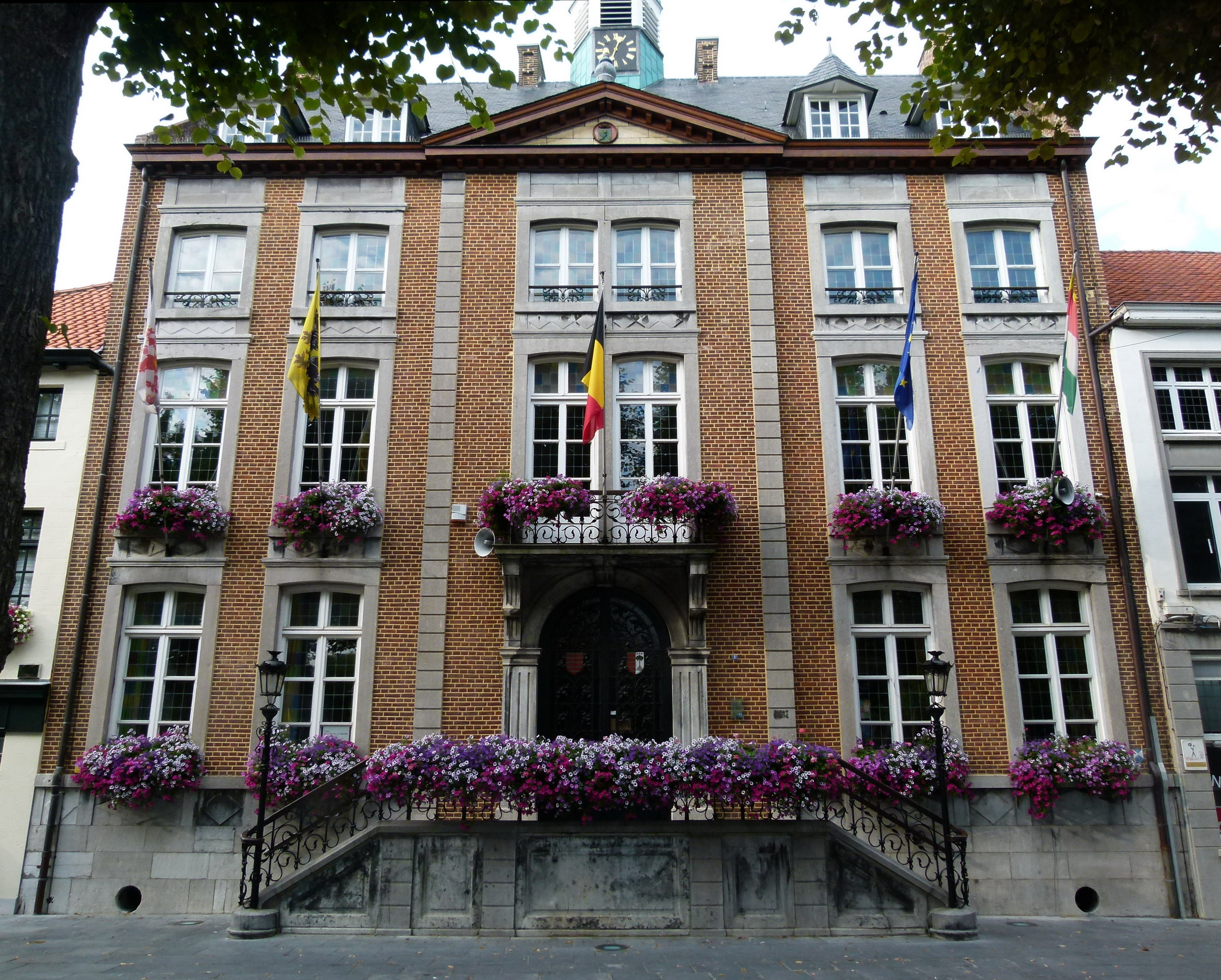
Hôtel de ville du XVIIIe siècle.

## Sport
- Volley-ball: VC Maaseik

## Personnalités liées à la ville
- Johannes Campanus
- Les peintres Jan van Eyck et Hubert Van Eyck seraient originaires de la ville, ainsi que Barthélemy d'Eyck.
- Nadjem Lens Annab: footballeur belge d'origine algérienne.
- Affaire Jürgen Conings corporal en composante air, instructeur de tir, terroriste belge
- Sophie Kumpen mère de Max verstappen pilote de Formule 1 et 4x champion du monde.

## Spécialité
La spécialité locale est le « knapkoek », sorte de galette croustillante.